# Hasdrubal Barkas
Hasdrubal Barkas (d. 207 f.v.t.) var en karthaginensisk general i den anden puniske krig, han var søn af Hamilkar Barkas og Hannibal var hans storebror.
Hasdrubal ledsagede sin far og bror, da en karthaginiensisk gruppe faldt i et baghold ved Acre Luce, han og broderen undslap, men Hamilkar druknede da han ledte de spanske angribere i den modsatte retning af sine sønner.

## Anden puniske krig
Da Hannibal påbegyndte sit felttog mod Italien, blev Hasdrubal tilbage for at forsvare Karthagos spanske besiddelser mod romerske angreb. Han tilbragte de næste seks år med at kæmpe mod de romerske generaler og brødre Gnaeus Scipio og Publius Cornelius Scipio, men det lykkedes ikke nogen af parterne at vinde en afgørende sejr. I 215 f.v.t. blev Hasdrubal beordret til Italien for at bringe forstærkninger til Hannibal, som havde fået overtaget der, men Hasdrubal blev besejret af romerne i slaget ved Dertosa i Spanien. Dette nederlag fik stor betydning for hele krigen, det ikke længere var muligt at sende forstærkninger til Hannibal fra Spanien, og at Hannibal derfor ikke kunne udnytte sit overtag til at besejre Rom.
Karthago sendte yderligere forstærkninger til Spanien, og trods hårde kampe lykkedes det karthaginienserne at undgå yderlige tab. I 212 f.v.t. led romerne et stort nederlag til Hasdrubal i slaget ved Øvre Baetis og begge Scipioner dræbt, og kontrollen over hele Spanien syd for Ebro lå nu hos karthaginienserne. Pga. uenigheder mellem generalerne Hasdrubal, Mago Barkas og Hasdrubal Gisco kunne de ikke udnytte dette, og romerne nåede derfor at sende forstærkninger under Cladius Nero og Scipio Africanus Major i 211 f.v.t. og 210 f.v.t.
For at opretholde kontrollen med landet blev de karthagninensiske tropper spredt over hele deres spanske område, det blev udnyttet af romerne, til en række sejre og erobringer, og samtidigt blev Hasdrubal kaldt til Italien for at hjælpe sin bror der. I 207 f.v.t. lykkedes det ham at slippe forbi Scipio med en hær, for at nå ned i Italien efter at have passeret Alperne ligesom sin bror, han blev dog besejret i slaget ved Metaurus før han nåede frem til Hannibal. Hasdrubal blev dræbt under kampene og hans afhuggede hoved blev kastet ind i Hannibals lejr.

## Hasdrubals evner som hærfører
Vi kender mere til de nederlag han led, end de sejre han vandt, derfor er svært at give et endegyldigt svar på hvor store evner han havde som hærfører. Den Anden puniske krig bød på en række sammenstød mellem nogle af historiens allerbedste og mest berømte generaler, og en direkte sammenligning med dem vil derfor ikke være retfærdig. Det vi kan se ud fra vores kilder til krigen er dog at Hasdrubal hørte til blandt Karthagos bedre generaler.